# Philippe Naillet
Philippe Naillet, né le 14 août 1960 à Saint-Denis (La Réunion), est un homme politique français. Membre du Parti socialiste, il est député de la première circonscription de La Réunion de 2016 à 2017 et depuis 2020.

## Biographie
Philippe Naillet a étudié à l'université de La Réunion. Il a ensuite été inspecteur assurance-vie chez AG2R La Mondiale.
Conseiller municipal de Saint-Denis et suppléant d’Ericka Bareigts dans la première circonscription de La Réunion, il devient député le 12 mars 2016, à la suite de la nomination de celle-ci au sein du gouvernement Valls II,.
Il est chargé du projet « Outre-mer » lors de la campagne de Vincent Peillon pour la primaire citoyenne de 2017. Il est également membre du comité politique de la campagne.
Il est candidat aux élections européennes de 2019 sur la liste du Parti socialiste.
À la suite de l'élection d'Ericka Bareigts comme maire de Saint-Denis, Philippe Naillet effectue son retour à l'Assemblée nationale le 14 juillet 2020, conformément à la loi limitant le cumul des mandats. Il rejoint le groupe socialiste.
Candidat à sa succession lors des élections législatives de 2022, il arrive largement en tête à l'issue du premier tour avec 33,47 % des suffrages exprimés. Il est réélu au second tour avec 60,68 % des voix.
Alors que son mandat est écourté le 9 juin 2024 en raison d'une dissolution parlementaire décidée par Emmanuel Macron, il se représente aux élections législatives anticipées dans la première circonscription de La Réunion. En ballottage favorable à l'issue du premier tour avec 46,25 % des voix, il est réélu au second tour avec 64,36 % des suffrages exprimés.
Philippe Naillet a voté le 16 janvier 2025 à l'Assemblée nationale la motion de censure déposée par La France insoumise le 14 janvier 2025.